# Ăn mày dĩ vãng
Ăn mày dĩ vãng là một tiểu thuyết của nhà văn Chu Lai, một nhà văn với nghiệp văn chương gắn liền cùng chủ đề người lính và chiến tranh. Nằm trong số những tiểu thuyết tiêu biểu của văn học Việt Nam thời kỳ đổi mới, tác phẩm được Nhà xuất bản Văn học xuất bản lần đầu năm 1991.

## Tác gia và tác phẩm
Đại tá, nhà văn Chu Lai tên khai sinh là Chu Văn Lai, sinh ngày 5 tháng 2 năm 1946 tại xã Hưng Đạo, huyện Tiên Lữ, tỉnh Hưng Yên, là con trai của nhà viết kịch Học Phi. Trong Chiến tranh Việt Nam, ông là diễn viên của đoàn kịch nói Tổng cục Chính trị, sinh viên trường Đại học Quân y khóa I, rồi trở thành chiến sĩ đặc công hoạt động ở vùng ven đô Sài Gòn. Sau 1975, những người lính trở về từ mặt trận là những nhân chứng lịch sử xác thực nhất viết nên những bản hùng ca về cuộc chiến tranh giành độc lập dân tộc của Việt Nam. Mỗi người có một cách kể lại cho các thế hệ con cháu họ về cuộc chiến và Chu Lai cũng không phải là ngoại lệ. Nếu có khác chăng với cách kể của những người lính khác, là ông đa cảm hơn và “nói dẻo hơn” (như chính Chu Lai tự thú nhận). Chu Lai đã tham dự trại sáng tác văn học Tổng cục Chính trị và sau đó theo học Khoá I Trường Viết Văn Nguyễn Du (nay là Khoa Viết văn - Báo chí thuộc Đại học Văn hóa Hà Nội), chuyển sang nghiệp viết văn, và những tác phẩm để đời của ông, những câu chuyện đầy góc cạnh về cuộc chiến và của cả thời hậu chiến, bắt đầu được "thai nghén" từ đây.
Cho đến hiện nay, Chu Lai đã xuất bản 15 tiểu thuyết về đề tài chiến tranh và thời hậu chiến, trong đó có thể kể tới Nắng đồng bằng, Phố Nhà binh, Cuộc đời dài lắm và đặc biệt là Ăn mày dĩ vãng. Là một nhà văn thành tựu cả trong đời sống lẫn sự nghiệp từ nỗ lực viết về quá khứ quân ngũ của chính mình, không có cách gọi tên tác giả nào đúng hơn bằng khái niệm “kẻ ăn mày dĩ vãng”, như chính nhan đề tác phẩm nổi tiếng đầu tiên đã mang đến cho ông giải thưởng văn học về đề tài chiến tranh cách mạng của Hội Nhà văn Việt Nam, tiểu thuyết Ăn mày dĩ vãng. Được viết nên bằng những trải nghiệm trực tiếp nơi tác giả ở vị trí một người lính đặc công vùng ven đô; nhân vật Hai Hùng trong tác phẩm phảng phất mang hình bóng tác giả; và trải nghiệm đó sâu sắc đến độ từng có vài nhà phê bình cho rằng sau tiểu thuyết này, dường như bao nhiêu vốn liếng về trận mạc, nhà văn đã trút hết vào đó rồi, chẳng còn gì nữa.

## Nội dung
Ăn mày dĩ vãng xoay quanh người cựu binh Hai Hùng, một chiến sĩ quân giải phóng vùng ven đô thành Sài Gòn từ thời Chiến tranh Việt Nam trở về với đời thường trong hiện tại, đã làm một cuộc hành trình lần ngược quá khứ; đi từ hiện tại về quá khứ, từ quá khứ đến hiện tại; nhằm tìm lại người yêu đồng thời cũng là đồng chí của mình.
Hòa bình, những người lính kiêu dũng trong chiến tranh phần lớn đã "về vườn, ăn theo, núp váy vợ. Đứa thì say xỉn tối ngày nằm trên võng nắng; đứa thì lụi hụi trồng tỉa ngoài bưng, mở mồm là càu cạu; đứa thì thở dài phìn phịt giữa một bên là bầy con nhem nhuốc, một bên là thạp gạo chỉ còn cám mùn đọng quẩn dưới đáy; thằng kia sống trụi thùi lụi một mình, hỏi nhà cửa vợ con đâu chỉ giơ cái chai đế lên cười xệch xẹo". Nhưng cũng có những người như Quân trước là cậu bé giao liên, nay là phó chủ tịch huyện, biết làm giàu cho quê hương và cho bản thân; hoặc như Tuấn, như Tám Tính đã hòa nhập tự nhiên với cuộc sống đời thường và không những thế còn vươn lên làm chủ cuộc sống mới. Trên hết vẫn là nhân vật Hai Hùng, "không vợ không con, không cắc bạc dính túi nhưng có mảnh quá khứ đập phập phồng trong lồng ngực", với lý tưởng "Cuộc đời một thằng lính còn có gì khác hơn là khôn nguôi hướng về dĩ vãng và cầu mong cho dĩ vãng đó luôn trong lành chân thật", một cá tính ít nhiều lạc điệu trong thời hiện tại, nơi "người ta đã hầu hết đều bảo nhau quay lưng lại với quá khứ".
Một ngày như mọi ngày trong thời hậu chiến tại một nhà hàng sang trọng, Hai Hùng tình cờ gặp một người đàn bà với tất cả phong thái, dáng nét của người yêu cũ Ba Sương từ thời chiến tranh của anh. Người con gái bị cho là đã chết mà chính Hai Hùng là người tiến hành cướp xác và chôn cất, ngờ đâu giờ vẫn còn hiện hữu giữa nhân gian với một cái tên khác, Tư Lan, và đang rất thành đạt trên cương vị một nữ giám đốc Sở lâm nghiệp đầy quyền uy, làm ăn nức tiếng lục tỉnh miền Tây. Màn sương mờ phủ của thời gian, những hoài nghi hư thực từ lý trí của nhân vật chính không ngăn nổi linh cảm, rung động và tiếng gọi tự con tim khẳng định chắc chắn người đàn bà thành đạt kia chính là cố nhân của anh. Tất cả đã thôi thúc Hai Hùng tìm về quá khứ, sống lại một thời hoa lửa hào hùng và bi tráng ở cương vị một chiến sĩ, người đội trưởng đặc nhiệm, với những kỷ niệm tình yêu ngọt ngào bên cô y tá, xã đội trưởng Ba Sương. Đây là một hành trình lần ngược ký ức với những day dứt, ân hận của nhân vật tôi vì đã chạy vào hầm trước và không chạy ra cứu người mình yêu khi khoảng cách chỉ là ba chục mét để có thể sống chết bên nhau, để rồi thất lạc nhau từ đó và cùng cuộc tráo xác với Hai Hợi đã khiến Hai Hùng đinh ninh sự thật là Ba Sương đã hy sinh.
Nhưng cuộc kiểm tìm trong mê mải quá khứ, tình yêu, cái đẹp của nhân vật chính cũng đong đầy gian lao, trắc trở khi người tình cũ của anh thỏa hiệp với cái ác, cố tình chạy trốn quá khứ, không dám đối diện với chính mình để yên tâm sống với hiện tại ("Ngay cả cái chuyện ai đang nằm dưới mộ kia cũng là một lý do sâu xa và bất cập để cô ấy tự chối bỏ mình"). Trong cùng một thời điểm dường như người ăn mày quá khứ và người chạy trốn quá khứ lại cùng song hành ngược chiều nhau, để rồi cuộc tìm được và nhận ra nhau. Nhưng mọi sự đã quá muộn mằn, dẫu cuộc kiếm tìm này đã kết thúc và các bí ẩn đã được giải mã, dẫu tình yêu ngày nào dường như vẫn vẹn nguyên sự trong trẻo và thủy chung, họ lại không thể đến được với nhau nữa. Ba Sương không hy sinh trong chiến tranh, đã chết đúng cái ngày mà hai người tìm lại được nhau trong thời bình và mọi chuyện trở nên rõ ràng.
Truyện kết thúc ở một nhận định và một câu hỏi khiến người đọc không khỏi ngậm ngùi "cuộc chiến tranh vừa qua có thể là trò đùa nhưng sự mất mát lại là có thật. Cuộc đời hôm nay có thể chỉ là tấn tuồng nhưng nỗi buồn không bao giờ là một màn kịch cả".

## Ý nghĩa
Trong một cốt truyện như tiểu thuyết trinh thám dường như không mấy đặc sắc, Ăn mày dĩ vãng thể hiện một cái nhìn khách quan trong nhìn nhận cả mặt trái và mặt phải của chiến tranh, đề cao sự quý trọng quá khứ, khẳng định chân lý "hiểu biết về quá khứ sâu sắc ngần nào thì đỡ phải trả giá cho hiện tại ngần ấy". Phương pháp đan xen quá khứ và hiện tại trong 16 chương của tiểu thuyết, các chương về hiện tại và chương về quá khứ xen kẽ trong đó có những sợi dây vô hình nối kết với nhau liền lạc, là một thủ pháp nghệ thuật độc đáo trong tác phẩm. Nhân vật tiếp tục nhìn lại những gì đã qua một cách trung thực, dũng cảm để nắm chắc các quy luật; tìm tòi các mối liên hệ sâu xa, phức tạp giữa quá khứ và hiện tại; đem lại cho hiện tại những điều mới mẻ, tốt đẹp; cổ vũ và thúc đẩy hiện tại tiến lên phía trước. Đó là một quá khứ chiến tranh đầy thương đau nhưng rất đỗi tự hào. Cuộc chiến với những cái chết vô cùng thảm khốc của Bảo, của Thu...; những đơn vị liên tục bị xóa phiên hiệu nhưng "đường đi luôn vươn về phía trước". Trong cuộc chiến tranh đó con người đã vượt qua những cá tính tầm thường để đến với nhau trong tình anh em, đồng chí, đồng đội là cội nguồn của sức mạnh chiến thắng. Đó còn là một thực tại hòa bình, khi bom đạn đã lùi xa, nhưng đầy rẫy tiêu cực trong đó tiêu cực nhất là sự lãng quên chối bỏ quá khứ của một lớp người trong xã hội, và cuộc chiến với cái xấu cái ác dường như vẫn phải tiếp tục. Trong cuộc chiến mới này không phải không có những lúc con người chạy trốn quá khứ và thỏa hiệp với cái ác, như người phụ nữ trong cái tên Tư Lan lạ lẫm của hiện tại và dường như không còn đâu hình bóng Ba Sương của ngày xưa, để rồi bị cái ác nuốt, không những thế còn tạo điều kiện cho cái ác lẩn trốn ("Hắn đã nắm được tôi, còn tôi thì lại đi nhân nhượng với hắn vì nghĩ rằng hắn cũng như tôi, cũng là nạn nhân của cuộc đời đầy sóng gió này"). Nhưng dẫu sao cũng còn may mắn khi trên đời có nhân vật như Hai Hùng, và "không bao giờ là muộn cả nếu trong lồng ngực mình còn đập một trái tim trong sạch".

## Giải thưởng
Ăn mày dĩ vãng được nhận "Giải thưởng Hội đồng Văn học chiến tranh Cách mạng và Lực lượng vũ trang" của Hội Nhà văn Việt Nam vào năm 1993.

## Chuyển thể
Năm 1992, tiểu thuyết Ăn mày dĩ vãng được chuyển thể thành phim Người đi tìm dĩ vãng, quy tụ diễn viên Trần Lực trong vai Hai Hùng, Thanh Mai trong vai Ba Sương và các diễn viên khác như Nghệ sĩ Ưu tú Thanh Quý, Lê Công Tuấn Anh, Thương Tín. Đạo diễn Trần Phương và Tất Bình. Phim do Hãng phim truyện Việt Nam sản xuất và phát hành với thời lượng 78 phút.
Khái niệm "ăn mày dĩ vãng" giờ trở nên phổ biến trong đời sống truyền thông đương đại, dùng để chỉ một nhân vật, một tổ chức tồn tại dựa vào hào quang quá khứ.